# 탈외격
문법에서 탈외격(영어: elative case, 축약 ELA, 라틴어 efferre "가져오다"에서 유래)은 “밖으로”의 기본의미를 가지는 문법적 위치격이다.

## 쓰임

### 우랄어족
핀란드어에서, 탈외격은 접미사 "sta/stä"로 실현된다.  에스토니아어에서는 명사의 속격에 붙는 접미사 "-st" 로, 리노비아어에서는 "-õst”로 탈외격이 실현된다. 헝가리어에서는, "-ból/-ből”이 탈외격을 나타낸다. 다음은 그 예시이다.
- 핀란드어:"talosta" - "집 밖으로" ( "talo" = "집")
- 에스토니아어:"majast" - "집 밖으로" ( "maja" = "집")
- 헝가리어:"házból" - "집 밖으로" ( "ház" = "집")

몇 콜로퀴얼 핀란드어 방언에서, 탈외격이 에스토니아어와 동일해질 때 “talost”와 같이 탈외격 접미사의 마지막 모음을 탈락시키는 일은 흔하다.

### 러시아어
17-18세기에 더 많이 쓰였지만, 현대 러시아어에서도 드물게 탈외격이 나타난다.
и́з лесу (숲 밖으로), кровь и́з носу (코에서부터 나온 피), из Яросла́влю (Yaroslavl에서부터).

## 같이 보기
다른 위치격들은 다음과 같다,
- 재내격 ("-안에")
- 탈내격 ("-안에서부터")
- 향내격 ("-안으로")
- 근접격 ("-위에")
- 탈격 ("-로부터”)

## 추가 문헌
- Karlsson, Fred (2018). 《Finnish - A Comprehensive Grammar》. London and New York: Routledge. ISBN 978-1-138-82104-0.
- Anhava, Jaakko (2015). “Criteria For Case Forms in Finnish and Hungarian Grammars”. 《journal.fi》. Helsinki: Finnish Scholarly Journals Online.